# Cardiotoxicidad
La cardiotoxicidad es una alteración cuantitativa o cualitativa en el corazón debido a los fármacos u otras sustancias tóxicas para este órgano. Puede evolucionar a insuficiencia cardiaca o arritmias.

## Tipos
Existen diferentes tipos de cardiotoxicidad:
- Cardiotoxicidad aguda: Durante el tratamiento. Se manifiesta con taquicardias supraventriculares. Desaparece al interrumpir el tratamiento.
- Cardiotoxicidad crónica: Hasta 30 meses después de la última dosis. A los tres meses desarrolla miocardipatía degenerativa que culmina en insuficiencia cardiaca congestiva (ICC). Dentro de esta existe una subcategoría que es la cardiotoxicidad tardía que aparece de 6 a 12 años después del tratamiento. Se manifiesta como una recaída en recuperados de una cadiotoxicidad aguda.

## Mecanismos de producción
La capacidad mecánica del corazón depende de la potencia del miocardio o músculo cardiaco y del caudal de sangre que puede circular por el lecho vascular. El lecho vascular es afectado por los vasocontrictores, vasodilatadores y vasopermeabilizantes que provocan petiquias, eritemias, sufusiones hemorrágicas y edemas locales o generalizados. El mecanismo de contracción muscular se inicia con un intercambio de Na+, K+, Cl-, Mg2+, Ca2+ entre la célula y el medio. De todos estos cationes los más importantes y abundantes en el miocardio son el Na+ y el K+.
Cuando un estímulo llega al corazón se produce una entrada de cationes de Na+ y una salida de K+.Todo esto es controlado por la Bomba de Sodio. Pero esto no se produciría sin la intervención de las enzimas Na+-ATPasa para la entrada de Na+, y la K+-ATPasa para la salida de K+.
Pero también cuando el estímulo alcanza la fibra muscular, penetran por unos poros Ca2+ que gracias al ATP permite el deslizamiento de la actina sobre la miosina y así producirse la contracción muscular. Los fármacos actúan aumentando la cantidad de iones de Ca2+ libres en el interior de la célula miocárdica, con lo que se incrementa la excitación de la membrana y el rendimiento muscular. Cuando hay una sobrecarga de Ca2+, se produce un trastorno y el producto actúa como cardiotóxico.
Todos estos mecanismos fisiológicos pueden ser alterados por numerosas sustancias químicas originándo:
- Trastornos del ritmo o disritmias, debidos al consumo de alcohol, tabaco, anfetaminas.
- Insuficiencia cardiaca o incapacidad para mantener el flujo sanguíneo. Se produce realmente por una falta de potencia muscular.
- Miocarditis tóxica. Se altera el flujo de calcio.

### Toxinas producidas por organismos
Son numerosos péptidos naturales endógenos y exógenos son cardiotóxicos. Por un lado hay péptidos de carácter hormonal que ejercen sobre los mamíferos actividad cardiodepresora y vasocontrictora, y por otro lado, las toxinas que son segregadas por las plantas y los animales inferiores que producen lesiones sobre la membrana y afectan a la captación de Na+ y Ca2+.
- Celentéreos: Intenso dolor pudiendo ocurrir la muerte por paro cardiaco o respiratorio. Retrasan la inactivación de los canales rápidos de Na+, con un incremento de Na+ y Ca2+ intracelulares y pérdida de K+.
- Moluscos: Produce depresión de la contractibilidad del miocardio.
- Artrópodos: Sintetizan toxinas por mordedura o picadura.
- Serpientes: La acción cardiotóxica es realizada por un grupo de polipéptidos muy básicos que producen también el bloqueo de la conducción axonal en nervios periféricos y originan contracturas seguidas de parálisis en los músculos esqueléticos.[2]

#### Tipos de tóxicos cardiacos

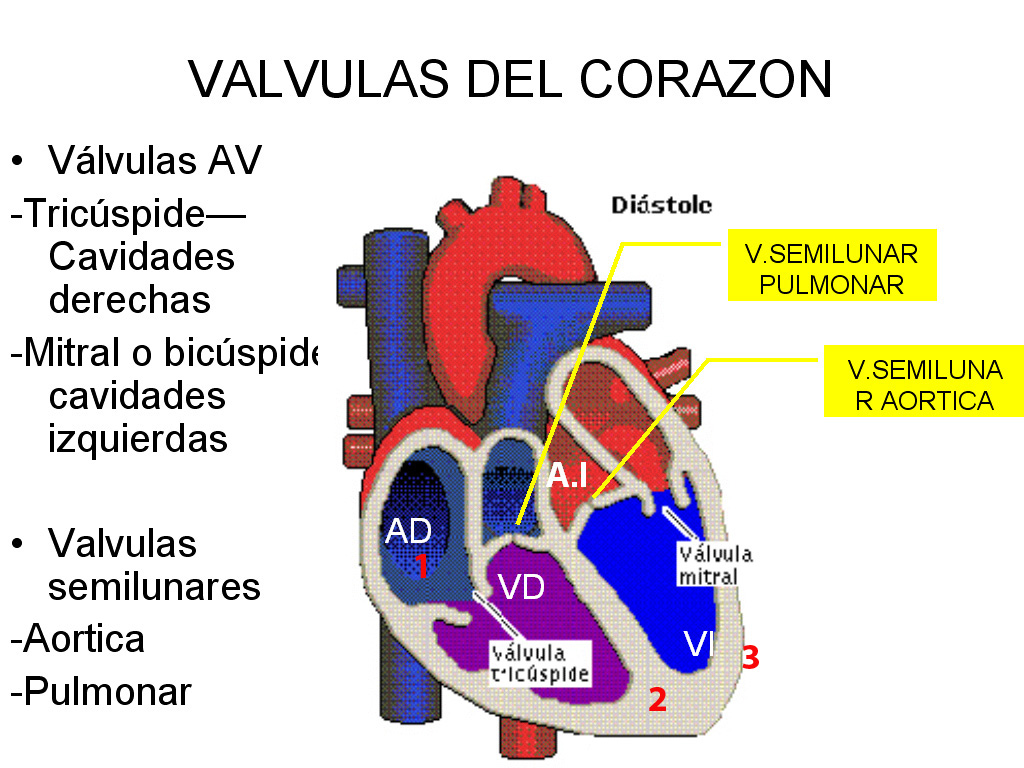

En este apartado vamos a hablar de los diferentes tipos de tóxicos que afectan al sistema cardiovascular. Se pueden dividir en 3 grupos principales:
- Fármacos
- Sustancias originadas por organismos
- Productos industriales.

##### Fármacos
Los efectos cardiotóxicos de los fármacos que actúan sobre el sistema cardiovascular suele consistir en una exageración principal de su acción farmacológica sobre el corazón; son capaces de inducir arritmias si estos fármacos se administran en dosis excesivas. En cambio otros agentes pueden ser tóxicos para el corazón a través de mecanismos que no están relacionados necesariamente con el uso terapéutico que se pretende ni con sus efectos farmacológicos principales. Dentro de estos fármacos nos podemos encontrar diferentes tipos:
- Fármacos antiarrítmicos e inotrópicos: Aquí nos encontramos con glucósidos cardíacos que se emplean para tratar la insuficiencia cardíaca congestiva, inhiben la Pasa de Na+, K+, y aumentan el sodio intracelular. También están incluidas las catecolamidas y simpaticomiméticos, cuya cardiotoxicidad inducida se manifiesta por aumentos en la frecuencia cardíaca, por la demanda de oxígeno en el miocardio y de la presión arterial sistólica.  Y por último, las antraciclinas y otros agentes antineoplásicos que tienen efectos tóxicos agudos como taquicardias y varias arritmias; lo más probable es que se deban a la fuerte liberación de histamina por los mastocitos.
- Fármacos de acción central: Como antidepresivos y antisépticos, que pueden producir reducción del gasto cardíaco, proarritmias, parada cardíaca y otros síntomas debido al bloqueo de los canales de Ca2+, Na+, K+. También encontramos anestésicos generales y anestésicos locales y otros como la cocaína que disminuyen el gasto cardíaco e impiden la conducción nerviosa mediante la inhibición reversible de los canales de Na.

##### Sustancias producidas por animales
Dentro de este otro grupo nos encontramos distintos tipos de esteroides, estrógenos, progestinas, andrógenos y hormonas tiroideas. Por lo general, estas suelen tener menos manifestaciones tóxicas que los fármacos. Por ejemplo, los estrógenos alteran la proliferación de los fibroplastos cardíacos, otros ejercen efectos contrapuestos a estos estrógenos, hipertrofia cardíaca, fibrosis cardíaca e insuficiencia cardíaca.

##### Productos industriales
- Alcohol: Una intoxicación aguda por este tóxico produce retraso de la conducción y descenso del umbral para entrar en fibrilación ventricular (excitación repetida y rápida de los ventrículos). El consumo prolongado de etanol se asocia a alteraciones miocárdicas, arritmias y un proceso conocido como miocardiopatía alcohólica.
- Disolventes: que actúan a través del sistema nervioso, que es el responsable de regular la actividad eléctrica del corazón.
- Alcanos halogenados: Sus propiedades intensamente lipófilas les permiten atravesar fácilmente la barrera hematoencefálica, donde producen depresión en el Sistema Nervioso Central (SNC).
- Metales pesados: Estos tienen efectos tóxicos inotrópicos y dromotrópicos negativos y también pueden producir hipertrofia cardíaca.[3]